# Шенгелія Рамаз Олександрович
Рамаз Олександрович Шенгелія (1 січня 1957, Кутаїсі, Грузинська РСР, СРСР — 21 червня 2012, Тбілісі, Грузія) — радянський футболіст, нападник. Майстер спорту міжнародного класу (1980). Заслужений майстер спорту СРСР (1981).
Мав дві вищі освіти — Грузинський інститут фізкультури і Тбіліський державний університет (юридичний факультет, 1986).

## Кар'єра
Почав грати в групах підготовки «Торпедо» (Кутаїсі) у Карло Хурцидзе (1968). У 1971—1976 грав в «Торпедо» Кутаїсі. У 1977 його в числі інших гравців «Торпедо» взяли в «Динамо» Тбілісі.
Уже 1978 року Шенгелія визнаний найкращим футболістом СРСР, а з 1979 — у складі збірної СРСР з футболу. Проте на Олімпіаду-80 його не взяли.
1981 — найуспішніший для Шенгелія рік. Він переможець Кубка Кубків, разом зі збірною СРСР пробився до фінальної частини ЧС-82, знову визнаний найкращим у країні. Шенгелія в ці роки відрізняли гольове чуття і функціональна готовність.
Після 1983 року кар'єра Рамаза пішла на спад. У збірній він більше не з'являвся, а в «Динамо» нічим особливим не вирізнявся.
У 1989 провів сезон за шведський ІФК «Гольмсунд».
З 15 лютого 1990, з моменту проведення установчої конференції Грузинської федерації футболу, працював у її структурі.

## Досягнення
- Чемпіон СРСР: 1978
- Володар Кубка СРСР: 1979
- Володар Кубка володарів кубків УЄФА: 1981
- Найкращий футболіст СРСР: 1978, 1981
- Учасник чемпіонату світу 1982
- Чемпіон Європи (U-21): 1980
- За збірну СРСР провів 26 матчів, забив 10 голів.
- Член клубу бомбардирів ім. Григорія Федотова

## Сім'я
Дружина — працівник дитячого саду. Син Георгій — футболіст, дочка.

## Статистика
Статистика виступів в офіційних матчах:
| Сезон             | Команда           | Чемпіонат | Чемпіонат | Чемпіонат | Кубок | Кубок | Єврокубки | Єврокубки | Єврокубки | Збірна | Збірна |
| Сезон             | Команда           | Л         | І         | Г         | І     | Г     | Т         | І         | Г         | І      | Г      |
| ----------------- | ----------------- | --------- | --------- | --------- | ----- | ----- | --------- | --------- | --------- | ------ | ------ |
| 1973              | «Торпедо» Кт      | Д-2       | 1         | 0         | —     | —     | —         | —         | —         | —      | —      |
| 1974              | «Торпедо» Кт      | Д-2       | 14        | 2         | —     | —     | —         | —         | —         | —      | —      |
| 1975              | «Торпедо» Кт      | Д-2       | 33        | 15        | 1     | 0     | —         | —         | —         | —      | —      |
| 1976              | «Торпедо» Кт      | Д-2       | 27        | 12        | —     | —     | —         | —         | —         | —      | —      |
| 1977              | «Динамо» Тб       | Д-1       | 24        | 5         | 1     | 0     | КУ        | 5         | 2         | —      | —      |
| 1978              | «Динамо» Тб       | Д-1       | 28        | 15        | 6     | 1     | КУ        | 4         | 2         | —      | —      |
| 1979              | «Динамо» Тб       | Д-1       | 29        | 8         | 8     | 3     | КЧ        | 4         | 1         | 7      | 4      |
| 1980              | «Динамо» Тб       | Д-1       | 32        | 17        | 6     | 1     | КК        | 4         | 2         | —      | —      |
| 1981              | «Динамо» Тб       | Д-1       | 31        | 23        | 1     | 1     | КК        | 5         | 2         | 5      | 4      |
| 1981              | «Динамо» Тб       | Д-1       | 31        | 23        | 1     | 1     | КК        | 4         | 5         | 5      | 4      |
| 1982              | «Динамо» Тб       | Д-1       | 26        | 16        | 2     | 1     | КК        | 4         | 1         | 10     | 2      |
| 1982              | «Динамо» Тб       | Д-1       | 26        | 16        | 2     | 1     | КУ        | 2         | 1         | 10     | 2      |
| 1983              | «Динамо» Тб       | Д-1       | 27        | 11        | 1     | 0     | —         | —         | —         | 4      | 0      |
| 1984              | «Динамо» Тб       | Д-1       | 29        | 9         | 3     | 2     | —         | —         | —         | —      | —      |
| 1985              | «Динамо» Тб       | Д-1       | 22        | 6         | 1     | 0     | —         | —         | —         | —      | —      |
| 1986              | «Динамо» Тб       | Д-1       | 3         | 0         | —     | —     | —         | —         | —         | —      | —      |
| 1987              | «Динамо» Тб       | Д-1       | 27        | 9         | 4     | 3     | КУ        | 6         | 3         | —      | —      |
| 1988              | «Динамо» Тб       | Д-1       | 5         | 1         | 1     | 0     | —         | —         | —         | —      | —      |
| Усього за кар'єру | Усього за кар'єру | Д-1       | 283       | 120       | 35    | 12    | —         | 38        | 19        | 26     | 10     |
| Усього за кар'єру | Усього за кар'єру | Д-2       | 75        | 29        | 35    | 12    | —         | 38        | 19        | 26     | 10     |